# Vitaliano da Capua
Vitaliano (... – Montevergine, 16 luglio 699) fu il 25º vescovo della città di Capua e leggendario fondatore del Santuario di Montevergine, nonché il patrono della città di Catanzaro.

## Agiografia
Spesso riportato come di nascita capuana è presente sul Martirologio Romano del Baronio il 16 luglio, mentre in antichi calendari è riportato come Caudii in Campania, sancti Vitaliani, episcopi, cosa che ha fatto ipotizzare una sua origine sannitica e precisamente dall'antica Caudium sulla Via Appia Antica, a metà strada tra Benevento e Capua. Entrambe le città lo riportano quale loro vescovo, potendo esserlo stato prima, brevemente, dell'una e poi dell'altra. Non compare comunque sul più antico calendario di Capua del XII secolo.
La principale fonte sulla sua vita è un codice in pergamena del XII secolo trovato da monsignor Stefano Borgia nella Biblioteca della chiesa di Benevento. Secondo questa biografia Vitaliano, a causa della sua santità e contro il suo volere, fu nominato dal popolo e dal clero vescovo della città di Capua, ma, venuto in odio ad alcuni prelati che speravano di impossessarsi della carica episcopale, ebbe da questi sostituiti nella notte i propri abiti con altri da donna. Svegliatosi per l'ufficio mattutino e non accortosi della sostituzione, il prelato con questi abiti si vestì e presentatosi in chiesa fu sbeffeggiato e accusato di predicare la castità ma di non praticarla. Vitaliano, protestando la propria innocenza, si liberò subito dell'abito e abbandonò la diocesi dirigendosi immediatamente verso Roma, presso il Papa. Ma i suoi nemici lo inseguirono e, raggiuntolo in riva al mare presso l'antica Sinuessa, lo chiusero in un sacco di cuoio e lo gettarono tra le onde. Grazie alla protezione divina il Santo raggiunse Ostia, dove venne liberato dal sacco, sano e salvo. Qui si trattenne per circa sette mesi.
Intanto Capua, come punizione divina per l'empietà dei suoi abitanti, veniva flagellata da una lunga siccità, dalla peste e dalla carestia; veduto ciò gli abitanti, ritrovato San Vitaliano, lo pregarono di riprendere la sua cattedra vescovile. Al suo ritorno a Capua si ebbe subito un'abbondantissima pioggia. Rifiutò però l'episcopato e sentendo in seguito vicina la morte si ritirò in eremitaggio prima in un luogo prossimo all'antica Caserta chiamato allora Miliarum (o forse Maltanum) e poi presso le vette del Monte Virgiliano, dove in seguito, essendo il nome mutato in Monte Vergine, sorgerà l'omonimo santuario. Qui edificò un sacello, in onore della SS.ª Madre di Dio e si spense il 16 luglio 699, venendo seppellito nel santuario da lui edificato.

## Culto
In una data anteriore al 716 (o nel 914) il suo corpo sarebbe stato spostato da Monte Vergine a Benevento a causa delle incursioni saracene a cura del vescovo di Benevento Giovanni V. Il 27 ottobre 1121, in occasione del trasferimento da Taverna a Catanzaro del vescovado, Papa Callisto II ne fece traslare le reliquie in quest'ultima città. Un equivoco sorto all'epoca affermava, confondendo questo santo con l'omonimo San Vitaliano di Osimo, anch'egli vescovo, che le spoglie si trovassero in quest'ultima città. In seguito, nel 1311, fu edificata a cura del conte di Catanzaro Pietro Ruffo, presso la cattedrale cittadina, una cappella ad esso dedicata in cui ne furono riposti i resti. Nel 1583, andata in rovina questa cappella, fu effettuata dal vescovo Nicolò Orazio la ricognizione delle spoglie poi conservate in una cassetta foderata di velluto. La tradizione vuole che dal suo sepolcro sia trasudata la manna.